# Chris Merritt
Chris Merritt (Oklahoma City, 27 settembre 1952) è un tenore statunitense, specialista del repertorio operistico italiano della prima metà del XIX secolo.

## Biografia
Ha studiato pianoforte, canto, danza e drammaturgia alla "Oklahoma City University", dove è apparso per la prima volta in un allestimento-saggio de Les contes d'Hoffmann di Jacques Offenbach. Il debutto ufficiale è avvenuto nel 1975 alla Santa Fe Opera come dr. Cajus nel Falstaff di Giuseppe Verdi.
Nel 1978 è apparso a Salisburgo ne L'italiana in Algeri e nel 1981, dopo una audizione presso il Metropolitan Opera di New York, ha ottenuto una scrittura ne I puritani di Vincenzo Bellini, la cui interpretazione lo ha portarlo alla ribalta internazionale.
Sono seguiti il debutto alla Carnegie Hall nel Tancredi (accanto a Marilyn Horne) nel 1983, alla Royal Opera House di Londra ne La donna del lago nel 1985 e alla San Francisco Opera in Maometto secondo nel 1988. Nello stesso anno ha debuttato alla Scala nel Guglielmo Tell, diretto da Riccardo Muti. Nel teatro milanese, sempre con la direzione di Muti, è apparso anche l'anno successivo ne I vespri siciliani e La donna del lago.
Del 1990 è l'interpretazione di Semiramide al Metropolitan, seguita da I puritani, accanto a Edita Gruberová. È stato presente anche al Rossini Opera Festival di Pesaro. Nel 2006 ha interpretato la prima americana di The Tempest di Thomas Adès alla Santa Fe Opera.
La voce estremamente estesa, oltre alla tecnica di emissione agguerrita e all'agilità, ne hanno fatto uno dei più notevoli tra i non numerosi interpreti tenorili del "Rossini serio" del secolo scorso. In particolare il potente registro grave e l'emissione di acuti e sovracuti in falsettone gli hanno permesso di riprodurre, secondo quanto è possibile desumere dai testi di storia della vocalità, la voce dell'antico tenore da opera seria, sul modello di Andrea Nozzari e Domenico Donzelli.

## Repertorio
| Ruolo                               | Titolo                                | Autore       |
| ----------------------------------- | ------------------------------------- | ------------ |
| Alonso                              | The tempest                           | Adès         |
| Pollione                            | Norma                                 | Bellini      |
| Arturo Talbo                        | I puritani                            | Bellini      |
| Capitano                            | Wozzeck                               | Berg         |
| Benvenuto Cellini                   | Benvenuto Cellini                     | Berlioz      |
| Énée                                | Les Troyens                           | Berlioz      |
| Governor                            | Candide                               | Bernstein    |
| Mephistofeles                       | Doktor Faust                          | Busoni       |
| Julien                              | Louise                                | Charpentier  |
| Il carceriere Il grande inquisitore | Il prigioniero                        | Dallapiccola |
| Federico                            | Emilia di Liverpool                   | Donizetti    |
| Colonnello Villars                  | L'eremitaggio di Liverpool            | Donizetti    |
| Riccardo Percy                      | Anna Bolena                           | Donizetti    |
| Nemorino                            | L'elisir d'amore                      | Donizetti    |
| Edgardo Ravenswood                  | Lucia di Lammermoor                   | Donizetti    |
| Il Principe                         | Rusalka                               | Dvořák       |
| Bogdan Sobinin                      | Una vita per lo Zar                   | Glinka       |
| Admeto                              | Alceste                               | Gluck        |
| Faust                               | Faust                                 | Gounod       |
| Éleazar Léopold                     | La Juive                              | Halévy       |
| Lilaque                             | Boulevard Solitude                    | Henze        |
| Clemente                            | Venus und Adonis                      | Henze        |
| Tichon Kabanov                      | Káťa Kabanová                         | Janáček      |
| Peter                               | Le Grand Macabre                      | Ligeti       |
| Rodrigue                            | Le Cid                                | Massenet     |
| Lebbroso                            | Saint François d'Assise               | Messiaen     |
| Robert                              | Robert le Diable                      | Meyerbeer    |
| Raoul de Nangis                     | Gli ugonotti                          | Meyerbeer    |
| Idomeneo                            | Idomeneo re di Creta                  | Mozart       |
| Ferrando                            | Così fan tutte                        | Mozart       |
| Tamino                              | Die Zauberflöte                       | Mozart       |
| Tito                                | La clemenza di Tito                   | Mozart       |
| Shujsky                             | Boris Godunov                         | Musorgskij   |
| Il fuggitivo                        | Intolleranza 1960                     | Nono         |
| Imperatore Altoum                   | Turandot                              | Puccini      |
| Sigurd                              | Sigurd                                | Reyer        |
| Argirio                             | Tancredi                              | Rossini      |
| Lindoro                             | L'italiana in Algeri                  | Rossini      |
| Leicester                           | Elisabetta, regina d'Inghilterra      | Rossini      |
| Iago Otello                         | Otello                                | Rossini      |
| Don Ramiro                          | La Cenerentola                        | Rossini      |
| Rinaldo                             | Armida                                | Rossini      |
| Oreste Pirro                        | Ermione                               | Rossini      |
| Uberto di Snowdon Rodrigo di Dhu    | La donna del lago                     | Rossini      |
| Contareno                           | Bianca e Falliero                     | Rossini      |
| Paolo Erisso                        | Maometto secondo                      | Rossini      |
| Antenore                            | Zelmira                               | Rossini      |
| Idreno                              | Semiramide                            | Rossini      |
| Conte di Libenskof                  | Il viaggio a Reims                    | Rossini      |
| Aménophis                           | Moïse et Pharaon                      | Rossini      |
| Arnoldo                             | Guglielmo Tell                        | Rossini      |
| Aron                                | Moses und Aron                        | Schönberg    |
| Herodes                             | Salome                                | Strauss      |
| Aegisth                             | Elektra                               | Strauss      |
| Bacchus                             | Ariadne auf Naxos                     | Strauss      |
| Manrico                             | Il trovatore                          | Verdi        |
| Arrigo                              | I vespri siciliani                    | Verdi        |
| Dottor Cajus                        | Falstaff                              | Verdi        |
| Loge                                | Das Rheingold                         | Wagner       |
| Hüon di Bordeaux                    | Oberon                                | Weber        |
| Fatty der Prokurist                 | Aufstieg und Fall der Stadt Mahagonny | Weill        |

## Discografia
- La Juive, dal vivo Vienna 1981, con Cesare Siepi, José Carreras, Ilona Tokodi, Sonia Ghazarian, dir. Gerd Albrecht - Legato Classics
- I puritani, dal vivo Bari 1986, con Katia Ricciarelli, Juan Luque Carmona, Roberto Scandiuzzi, dir. Gabriele Ferro - Cetra
- Ermione, con Cecilia Gasdia, Margarita Zimmermann, Ernesto Palacio, Simone Alaimo, dir. Claudio Scimone - Erato 1986
- Emilia di Liverpool, con Yvonne Kenry, Geoffey Dolton, Sesto Bruscantini, Anne Mason, dir. David Parry - Opera Rara 1986
- Guglielmo Tell (DVD), dal vivo La Scala 1988, con Giorgio Zancanaro, Cheryl Studer, Luigi Roni, dir. Riccardo Muti - Philips
- Zelmira, con Cecilia Gasdia, William Matteuzzi, Josè Garcia, dir. Claudio Scimone - Erato 1989
- I vespri siciliani, con Cheryl Studer, Giorgio Zancanaro, Ferruccio Furlanetto, dir. Riccardo Muti - EMI 1989
- Una vita per lo Zar, con B.Martinovich, A.Pendatchanska, S. Troczyska, dir. Emil Chakarov - Sony Classical 1990
- Armida, con Cecilia Gasdia, B.Ford, William Matteuzzi, Ferruccio Furlanetto, dir. Claudio Scimone - Kock 1990
- La donna del lago, dal vivo La Scala 1992, con June Anderson, Martine Dupuy, Rockwell Blake e Giorgio Surian dir. Riccardo Muti - Philips/Decca
- Mosè e Aronne, con D.Pittman-Jennigs, dir. Pierre Boulez - DG 1995